# اتفاقية بشأن تدابير دولة الميناء لمنع الصيد غير المشروع وغير المبلغ عنه وغير المنظم وردعه والقضاء عليه
اتفاقية بشأن تدابير دولة الميناء لمنع الصيد غير المشروع وغير المبلغ عنه وغير المنظم وردعه والقضاء عليه (بالإنجليزية: Agreement on Port State Measures to Prevent, Deter and Eliminate Illegal, Unreported and Unregulated Fishing) هي معاهدة دولية لعام 2009 تحت إشراف منظمة الأغذية والزراعة تهدف إلى منع الصيد غير المشروع وغير المبلغ عنه وغير المنظم والقضاء عليه.

## المحتوى
تقضي المعاهدة بأن تطلب سفن الصيد الإذن بالرسو في أحد الموانئ وإبلاغ الميناء بتفاصيل عمليات الصيد التي يقوم بها. يمكن رفض الإذن بالرسو إذا حدث صيد غير منظم. يهدف هذا الإجراء إلى منع دخول الأسماك التي يتم صيدها بشكل غير قانوني إلى السوق. تشمل الإجراءات الأخرى في المعاهدة عمليات التفتيش على المعدات، والأوراق والمصيد وسجلات السفن. على الرغم من أن المعاهدة لا تجبر الدول على تطبيق هذه الإجراءات على السفن التي ترفع علمها، إلا أنها قد تختار القيام بذلك بموجب الاتفاقية.

## الدخول حيز التنفيذ
تم إبرام المعاهدة في 22 نوفمبر 2009 في الدورة السادسة والثلاثين لمؤتمر منظمة الأغذية والزراعة الذي عقد في روما. تفاوضت إحدى وتسعون دولة على نص المعاهدة ووافقت عليها. وقعت ثلاث وعشرون دولة على المعاهدة بينما كانت مفتوحة للتوقيع في عامي 2009 و2010. دخلت المعاهدة حيز التنفيذ في 5 يونيو 2016، أي بعد 30 يومًا من التصديق عليها من قبل الدولة الخامسة والعشرين. اعتبارًا من سبتمبر 2018 تضم المعاهدة 55 طرفًا، بما في ذلك 54 دولة بالإضافة إلى الاتحاد الأوروبي.